# 天主教道奇城教區
天主教道奇城教區（拉丁語：Dioecesis Dodgepolis）是美國一個羅馬天主教教區，屬堪薩斯城總教區。成立於1951年5月19日。
範圍包括堪薩斯州西南部，教座位於道奇城。2010年有教友62,849人（佔轄區總人口27.2%）、四十八個堂區、四十三名司鐸。現任教區主教為若望·B·布倫加德。